# Atomosia melanopogon
Atomosia melanopogon är en tvåvingeart som beskrevs av Hermann 1912. Atomosia melanopogon ingår i släktet Atomosia och familjen rovflugor. Inga underarter finns listade i Catalogue of Life.